# Скадовський Іван Георгійович

Іван Георгійович Скадовський (Іоанн Скадовський, 30 травня 1874, Херсон — 23 листопада 1937, Турткуль) — російський священик. Долучений до сонму святих Російської православної церкви 2000 року.

## Херсонський поміщик
Народився в родині великого землевласника, спадковий дворянин. Закінчив реальне та сільськогосподарське училища, вищі курси хімії, виноробства та виноградарства. 1906–1909 років був земським начальник Херсонського повіту, по тому пішов у відставку та зайнявся сільським господарством у своїй садибі. В цей час познайомився з майбутнім архієпископом Прокопієм (Титовим). 1916–1917 років служив у армії.

## Священик
Від 1918 року — священик, слугував у архієрейській церкві Херсона, 1922–1925 років — у міському соборі, пізніше — в цвинтарній церкві (звідки пішов 1926 року після прийняття на службу півчого без попереднього покаяння). 1926 року приїжджав у Соловецький табір, отримавши побачення з ув'язненим архієпископом Херсонським та Миколаївський Прокопієм. Також 1928 року їздив до владики, але не був до нього допущений.

## Діяч «катакомбної» церкви
Виступав проти церковно-політичного курсу митрополита Сергія (Страгородського), відмовився визнавати повноваження нового керівника єпархії владики Анатолія (Грисюка), призначеного митрополитом Сергієм. Від 1927 року служив таємно, деякі його нічні богослужіння відвідувало до 50-60 осіб. Загалом його община в Херсоні налічувала до 100 осіб. Разом з ним служив диякон Михайло Захаров. Своїм правлячим архієреєм Скадовський продовжував вважати владику Прокопія.
В січні 1931 року Івана Скадовського було заарештовано за справою Херсонської групи Одеського «філіалу» Істинно-Православної Церкви (ІПЦ). На допитові заявив, що вважає радянську владу «владою богоборчою, владою сатанинською, яка послана людям за їх гріхи»; також заявив, що є монархістом. 1931 року був засуджений до п'яти років ув'язнення та засланий до Вішерських таборів, де пробув до лютого 1933 року, коли вирок було змінено на заслання до міста Камишин Сталінградської області.
2 жовтня 1934 року був заарештований разом з архієпископом Прокопієм (Титовим). На допиті заявив:

«Я є прибічником російського монархічного ладу й зовсім не є прибічником тих збочень та викривлень, які лягли в основі його ідеї й мали місце на практиці. Я маю на увазі підпорядкування державі церкви, гонитву представників державної влади за особистим добробутом у збиток доброботу мас, падіння національного російського духу тощо. Ці обставини є наслідком збочень монаршого ладу, а самої монархічної ідеї, як такої, ганьбити не можуть. Монархічний лад тут ні до чого».

Заявив він також, що є російським націоналістом та прибічником теократії. Стверджував, що «істинний послідовник Православної Церкви не може ставитися лояльно до радянської влади, не може вступати в будь-які компроміси з нею, брати участь в радянському будівництві».
17 березня 1935 року Особлива рада при НКВС СРСР засудила архієпископа Прокопія та священика Івана Скадовського до п'яти років заслання до Каракалпакії в місто Турткуль, куди вони прибули 7 травня того ж року. В будинкові, де вони мешкали, було облаштовано невелику церкву, куди приходили сповідатися та причащатися й православні місцеві мешканці.

## Останній арешт та мученицька смерть
24 серпня 1937 року архієпископ Прокопій та священик Іван Скадовський були заарештовані за звинуваченням у контрреволюційній монархічній агітації та організації нелегальної молитовні. Винними себе не визнали. 28 жовтня трійка НКВС засудила їх до розстрілу, після чого архієрея Прокопія та священика Івана Скадовського було страчено.
Мученики Прокопій та Іоанн прославлені як місцевошановані святі 1996 року Священним синодом Української православної церкви (МП). Залучені до сонму святих Новомучеників та Сповідальників Російських на Ювілейному Архієрейському соборі Російської православної церкви в серпні 2000 року для загальноцерковного пошанування.

## Родина
- Батько — Георгій Левович, повітовий провідник дворянства. Вбитий 1919 року.
- Дружина — Катерина Володимирівна, вроджена Бурачкова, спадкова дворянинка. Багато допомагала репресованому духовенствові. Супроводжувала архієпископа Прокопія у засланні 1928 року, приїжджала до нього у Сибір 1929 року, після чого була заарештована. Пізніше жила разом з чоловіком в Турткулі.
- Син — Володимир, доньки — Катерина (разом з батьком та матір'ю проходила по справі ІПЦ) та Марія.